# Transamerica Expo Center
O Transamerica Expo Center é um centro de convenções e exposições, localizado em Santo Amaro, zona sul de São Paulo, que fica no entorno de centros de compras e entretenimento, como o shopping Morumbi, Market Place, Cidade Jardim, Teatro Alfa e o Autódromo de Interlagos. É dotado de uma área de 100.000 m², sendo 40.000 m² de área locável e 2.500 vagas de estacionamento.
É uma empresa integrante do Conglomerado Alfa. Inaugurado em agosto de 2001, já recebeu mais de mil eventos ao longo dos anos, como: São Paulo Boat Show, HSM ExpoManagement, CIAB Febraban, Intermodal, entre outros.
Em 2011, a Revista Proteção indicou o espaço como um dos três grandes centros de convenções de São Paulo que se preocupam com a implantação de EPIs para garantir a segurança dos funcionários. Em 2014, o Transamerica Expo Center foi classificado como palco dos eventos mais importantes de São Paulo pelo Portal Rede Feiras.